# Stockburg
Stockburg ist ein Stadtteil von St. Georgen im Schwarzwald im Schwarzwald-Baar-Kreis in Baden-Württemberg.

## Wappen
Beschreibung: „In Silber auf grünem Berg eine rote Burgruine.“

## Geographie
Stockburg liegt am östlichen Abhang des mittleren Schwarzwaldes überwiegend rechtsseits des Donauzuflusses Brigach und nördlich des ihr zulaufenden Röhlinbachs.
Weil es viele Quellen auf dem Gebiet Stockburgs gab, siedelten sich hier Bauernhöfe an. Wegen des relativ rauen Klimas können aber nur wetterharte Pflanzensorten angebaut werden. Deshalb betrieben und betreiben die meisten Bauernhöfe Viehzucht und Milchwirtschaft.

## Geschichte
Stockburg wurde in der Gründungsurkunde des St. Georgener Klosters im Jahre 1086 erstmals urkundlich erwähnt. Es wird inzwischen vermutet, dass ein 1270 und 1296 erwähnter Burkard von Stokka oder Stocka eher in Stockburg zu verorten sei als in Stockach. Zwischen 1500 und 1588 ist mit den Stähling von Stockburg Ortsadel nachweisbar, darunter Georg Stählin, der 1518 als Obervogt in der Baar war. Sie vermachten den Ort dem Kloster, das ihn in Gestalt des württembergischen Klosteramtes bis 1810 besaß. Am 2. November 1810 gelangte der Ort durch den Grenzvertrag zwischen Württemberg und Baden an das Großherzogtum Baden, wo er in das Amt Hornberg eingegliedert wurde. 1820 kam der Ort zum Bezirksamt Villingen, zu dem er 1813 bereits vorübergehend gehört hatte.
Am 1. April 1974 wurde Stockburg in die Stadt St. Georgen im Schwarzwald eingemeindet. Es war im Rahmen der Kreisreform von 1973 zu einem Teil des Schwarzwald-Baar-Kreises geworden.